# Villanueva del Fresno
Villanueva del Fresno est une commune d’Espagne, dans la province de Badajoz, communauté autonome d'Estrémadure.

## Personnalités liées à la commune
Personnalités nées à Villanueva del Fresno :
- Étienne de Perea (XVIe siècle - 1638 ou 1639), missionnaire franciscain envoyé en Nouvelle-Espagne, père des missions franciscaines du Nouveau-Mexique ;
- Pedro Benito Antonio Quevedo y Quintano (1736-1818), cardinal de l'Église catholique.
- Lourdes Vega (née en 1965), physicienne et chimiste, spécialiste en modélisation moléculaire et en chimie durable.